# 西蒙·阿曼
西蒙·阿曼（德語：Simon Ammann，1981年6月25日—），瑞士男子跳台滑雪运动员。他曾代表瑞士参加1998年、2002年、2006年、2010年、2014年、2018年和2022年冬季奥林匹克运动会跳台滑雪比赛，获得四枚金牌。